# Melvin Van Peebles
Melvin Van Peebles, geboren als Melvin Peebles (Chicago, 21 augustus 1932 – New York, 21 september 2021) was een Amerikaans acteur, regisseur, schrijver en componist. Hij was de vader van acteur Mario Van Peebles.
In 1971 regisseerde en speelde Van Peebles in zijn bekendste film Sweet Sweetback's Baadasssss Song, wat een van de eerste films in het blaxploitation-genre was. Hij acteerde ook in vele andere films, van de jaren 1970 tot aan de jaren 2010. Zijn eerste Hollywood-film was Watermelon Man (1970).
Van Peebles overleed op 21 september 2021 op 89-jarige leeftijd.

## Filmografie

### Acteur
- Waltermelon Man (1970)
- Sweet Sweetback's Baadasssss Song (1971)
- O.C. and Stiggs (1985)
- America (1986)
- Taking Care of Terrific (1987)
- Jaws: The Revenge (1987)
- Identity Crisis (1989)
- True Identity (1991)
- Boomerang (1992)
- Posse (1993)
- Terminal Velocity (1994)
- Fist of the North Star (1995)
- Panther (1995)
- Gang in Blue (1996)
- Calm at Sunset (1996)
- The Shining (1997)
- Riot (1997)
- Love Kills (1998)
- Smut (1999)
- Time of Her Time (1999)
- Antilles sur Seine (2000)
- Jim Brown: All-American (2001)
- Baltimore (2003)
- The Hebrew Hammer (2003)
- Baadasssss! (2004)
- Blackout (2007)

### Regisseur
- Three Pickup Men for Herrick (1957) – korte film
- Sunlight (1957) – korte film
- Les cinq cent balles (1963) – korte film
- The Story of a Three-Day Pass (1968)
- Waltermelon Man (1970)
- Sweet Sweetback's Baadasssss Song (1971)
- Don't Play Us Cheap (1973)
- Identity Crisis (1989)
- Vrooom Vroom Vrooom (1995) – korte film
- Gang in Blue (met Mario Van Peebles) (1996)
- Tales of Erotica (TV, aflevering: Vrooom Vroom Vrooom) (1996)
- The Outer Limits (TV, aflevering: Bodies of Evidence) (1997)
- Le Conte du ventre plein (Bellyful) (2000)
- The Real Deal (2003) – televisiefilm